# Artabazd
Artabazd (grško: Ἀρταύασδος [Artavasdos] ali Ἀρτάβασδος [Artabasdos] iz armenskega:  Արտավազդ [Artavazd]), bizantinski uzurpator armenskega porekla, ki je vladal  od junija 741 ali 742 do  novembra 743, * ni znano, † 743.

## Vzpon na oblast
Armenca Artabazda je cesar Anastazij II. okoli leta 713 imenoval za guvernerja (stratēgos) Armenske teme z glavnim mestom Amasea, ki je obsegala dele Ponta, Malo Armenijo in severno Kapadokijo. Po Anastazijevem padcu se je Artabazd dogovoril z guvernerjem Anatolske teme Leonom, da bosta stmoglavija Anastazijevega naslednika Teodozija III.. Dogovor sta potrdila z Artabazdovo zaroko z Leonovo hčerko Ano. Njuna poroka je bila marca 717 po uspešnem prevratu in Leonovem vzponu na prestol. 
Artabazd je bil za sodelovanje nagrajen z naslovom kuropalata in postal komandant (komēs, grof) Opsikionske  teme, vsa svoja prejšnja pooblastila pa je obdržal. Ko je junija 741 ali 742 Leona nasledil sin Konstantin V., se je Artabazd odločil, da si bo prisvojil oblast in napadel svojega svaka, ki je bil takrat v Anatoliji na vojnem pohodu proti Arabcem. Konstantin je pobegnil v Amorij v Frigiji, Artabazd pa je  s podporo prebivalcev zasedel Konstantinopel in se okronal za cesarja.

## Vladanje in padec
Artabazd je opustil versko politiko ikonoklazma, ki jo je vodil njegov predhodnik, in obnovil pravoslavje. Pri tem ga je podprl tudi papež Zaharija. Kmalu po prihodu na oblast je svojo ženo Ano kronal za Augusto, sina Nikiforja pa za socesarja. Drugega sina Nikito je postavil za stratega Armenske teme. 
Artabazda sta podpirali samo Trakijska in Opsikionska tema, medtem ko je imel Konstantin podporo Anatolske in Trakezijske teme. Do neizbežnega spopada med cesarjem in uzurpatorjem je prišlo maja 743, ko je Artabazd sprožil ofenzivo proti Konstantinu in bil poražen. Kasneje istega leta je Konstantin porazil tudi Nikito in 2. novembra 743 se je Artabazdovo vladanje končalo. Konstantin je vkorakal v Konstantinopel in aretiral svojega nasprotnika. Artabazda in njegove sinove so javno oslepili in pregnali v samostan Hora v predmestju Konstantinopla. Natančen datum njegove smrti ni poznan.  

## Družina
Z ženo Ano je imel devet otrok, med njimi:
- Nikikiforja, socesarja od leta 742 do 743 in
- Nikito, stratega Armenske teme od leta 742 do 743.

## Vir
- Garland, Lynda (2006). Byzantine women: varieties of experience 800–1200. Ashgate Publishing. ISBN 0-7546-5737-X.

| Artabazd Izavrijska dinastijaRojen: ni znano Umrl: 743 |                                         |                          |
| Vladarski nazivi                                       |                                         |                          |
| Predhodnik: Konstantin V.                              | Cesar Bizantinskega cesarstva 741/2–743 | Naslednik: Konstantin V. |